# ترفن
ترفن (به آلمانی: Treffen am Ossiacher See) یک منطقهٔ مسکونی در اتریش است که در ناحیه فیلاخ-لاند واقع شده‌است. ترفن ۴٬۲۷۹ نفر جمعیت دارد.

## خواهرخوانده
شهر اورینگین خواهرخواندهٔ ترفن هست.